# Mac OS
Mac OS (Mac Operating System) este un sistem de operare (SO) produs de firma Apple Inc. (Apple) pentru computerele sale. 
Lansat în 1984 împreună cu primele calculatoare de tip Macintosh.

Mac OS reprezintă o serie de sisteme de operare cu interfață grafică, proiectată de firma Apple (nume anterior: Apple Computer) pentru gama sa de computere de tip Macintosh. A fost introdus pentru prima dată la modelul Macintosh 128K în anul 1989.
Prin intoducerea sistemului de operare Mac OS, computerele Apple au devenit mai prietenoase pentru utilizatori decât cele cu sisteme de operare MS-DOS. Termenul „Mac OS” nu a existat cu adevărat până când a început să fie oficial utilizat la mijlocul anilor 1990. De atunci, acest termen a fost folosit pentru a distinge toate aplicațiile sistemului Mac de celelalte sisteme de operare.

## Versiuni
Primele versiuni erau compatibile doar cu Macintosh-urile bazate pe microprocesorul Motorola 68000, iar versiunile mai noi erau compatibile și cu arhitectura PowerPC. Recent, Mac OS X a devenit compatibil și cu arhitectura Intel x86, care stă la baza tuturor PC-urilor.
Primele SO Macintosh constau din două elemente software numite „System” și „Finder”, fiecare având versiunea sa. System 7.5.1 a fost primul care includea logoul Mac OS (o variație a iconiței de pornire a lui Finder - „Happy Mac” smiley face), iar Mac OS 7.6 a fost primul numit Mac OS.
Până la apariția sistemelor bazate pe microprocesorul PowerPC G3, părți importante ale sistemului de operare erau păstrate în memoria fizică ROM pe placa de bază, scopul fiind evitarea utilizării cu limitări a spațiului oferit de floppy disk, luând în considerare că primele Mac-uri nu aveau hard disk.
Mac OS poate fi divizat în două categorii de sisteme de operare:
- Mac OS Classic - sistemul care era livrat împreună cu primul Macintosh în 1989, inclusiv urmașii săi, culminând cu Mac OS 9. Pentru Mac OS Classic este caracteristică lipsa liniei de comandă, fiind un SO în întregime bazat pe interfața grafică. Cu toate că era ușor de utilizat, la primele versiuni era criticat pentru single tasking (o singură aplicație rulată), și pentru multitasking (mai multe aplicații rulate simultan) cooperativ (în versiunile mai noi, pentru administrarea limitată a memoriei, lipsa memoriei protejate). Inițial Mac OS utiliza sistemul de fișiere Macintosh, un sistem plat - cu un singur nivel de mape. Acesta a fost înlocuit cu un sistem de fișiere ierarhic, care avea un adevărat arbore de mape.

- Mac OS X („X” este un 10 roman) care include elemente de OpenStep și Mac OS 9. Spre deosebire de versiunile anterioare, Mac OS X este un sistem de operare multi-user, multitasking, de tip Unix. Mac OS X este o familie de sisteme de operare cu interfață grafică, proiectate, promovate și vândute de firma Apple, ultima versiune Mac OS X v10.11 (El Capitan), fiind instalată la toate computerele Macintosh până în anul 2016. Aceasta a fost ultima versiune care a folosit numele OS X.
- macOS - prima versiune a fost 10.12 (Sierra). Interfața a rămas acceași ca la OS X, doar cu un nume schimbat, pentru a se adapta mai bine la numele celorlale produse Apple.

## Cronologie
Mac OS Clasic:
- ianuarie 1984 : System 0.0 : System 0.97, Finder 1.0
- mai 1984 : System 0.1 : System 1.1, Finder 1.1
- aprilie 1985 : System 0.3 : System 2.0, Finder 1.1
- aprilie 1985 : System 0.5 : System 2.0, Finder 4.1
- ianuarie 1986 : System 0.7 : System 3.0, Finder 5.1
- februarie 1986 : System 1.0 : System 3.1, Finder 5.2 (prima comercializare)
- iunie 1986 : System 1.1 : System 3.2, Finder 5.3
- ianuarie 1987 : System 2.0 : System 3.3, Finder 5.4
- martie 1987 : System 2.0.1 : System 4.0/4.1, Finder 5.4/5.5
- octombrie 1987 : System 5.0 : System 4.2, Finder 6.0, MultiFinder 1.0
- noiembrie 1987 : System 5.1 : System 4.3, Finder 6.0, MultiFinder 1.0
- septembrie 1988 : System 6.0 : System 4.4, Finder 6.0, MultiFinder 1.1

Mac OS:
- 13 mai 1991 : Mac OS 7
- martie 1995 : Mac OS 7.5
- 26 iulie 1997 : Mac OS 8
- 17 octombrie 1998 : Mac OS 8.5
- 23 octombrie 1999 : Mac OS 9 (ultima actualizare este Mac OS 9.2.2)

Mac OS X:
- 24 martie 2001 : Mac OS X v10.0 (Cheetah); ultima actualizare : Mac OS X 10.0.4
- 24 septembrie 2001 : Mac OS X v10.1 (Puma); ultima actualizare : Mac OS X 10.1.5
- 24 august 2002 : Mac OS X v10.2  (Jaguar); ultima actualizare : Mac OS X 10.2.8
- 24 octombrie 2003 : Mac OS X v10.3; (Panther) ultima actualizare : Mac OS X 10.3.9
- 29 aprilie 2005 : Mac OS X v10.4 (Tiger); ultima actualizare : Mac OS X 10.4.11
- 26 octombrie 2007 : Mac OS X v10.5;  (Leopard) ultima actualizare : Mac OS X 10.5.8
- 28 august 2009 : Mac OS X v10.6; (Snow Leopard) ultima actualizare : Mac OS X 10.6.8
- 20 iulie 2011 : Mac OS X v10.7;  (Lion) ultima actualizare : Mac OS X 10.7.5
- 25 iulie 2012 : Mac OS X v10.8; (Mountain Lion) ultima actualizare : OS X 10.8.5
- 22 octombrie 2013 : OS X v10.9; (Mavericks) ultima versiune : 10.9.5
- 17 octombrie 2014 : OS X v10.10 Yosemite
- 30 septembrie 2015 : OS X v10.11 El Capitan

macOS:
- 20 septembrie 2016 : macOS 10:12 Sierra
- 25 septembrie 2017 : macOS 10:13 High Sierra
- 24 septembrie 2018:  macOS 10.14 Mojave
- 7 octombrie 2019: macOS 10.15 Catalina
- 12 noiembrie 2020: macOS 11 Big Sur
- 25 octombrie 2021 macOS 12 Monterey
- 24 octombrie 2022 macOS 13 Ventura

## Vezi și
- iOS (Apple)